# Catedral primada de América
La Catedral Primada de América, Catedral de Santo Domingo o Basílica Menor de Santa María de la Encarnación, es una catedral y basílica menor dedicada a Santa María de la Encarnación que se encuentra en la Ciudad Virreinal de Santo Domingo, en República Dominicana. Su nombre oficial es Santa Iglesia Catedral Basílica Metropolitana de Nuestra Señora Santa María de la Encarnación o Anunciación. Está ubicada entre las calles Arzobispo Meriño e Isabela La Católica, junto al Parque Colón; quedando su puerta principal al oeste, frente a la calle Arzobispo Meriño, casi esquina Arzobispo Nouel.

## Historia

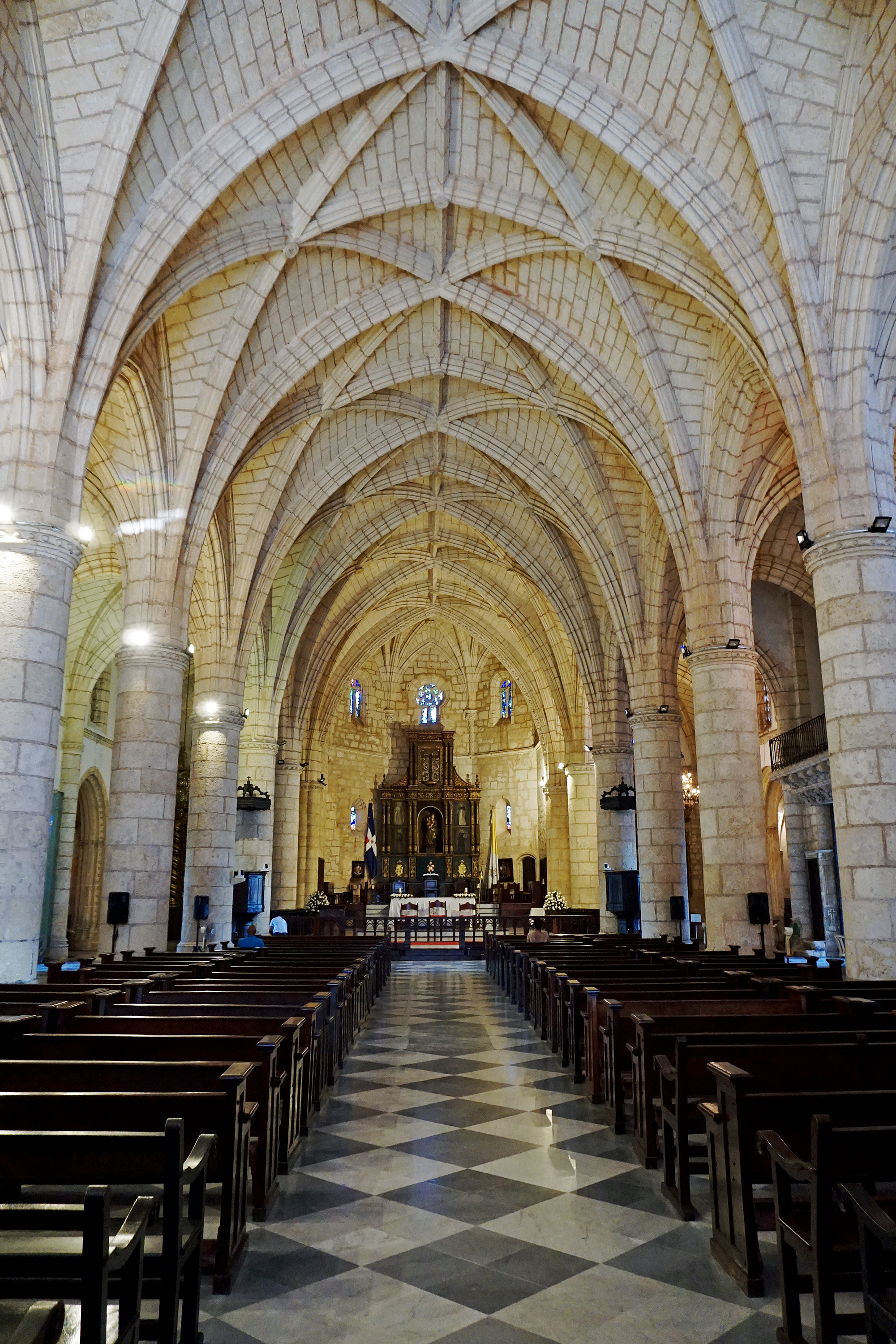
Interior de la Catedral Primada de América, en destaque las bóvedas de crucería.

La catedral de Santo Domingo es la más antigua de América, construida por mandato del papa Julio II en 1504. Sede de la Arquidiócesis de Santo Domingo, su construcción comenzó en 1512, bajo el gobierno pastoral del primer obispo de Santo Domingo, fray García Padilla, que nunca llegó a la isla; sobre la base de planos del arquitecto Alonso de Rodríguez.
Parados los trabajos, continuaron con un nuevo diseño de Luis de Moya y Rodrigo de Liendo en el 1522 con intervención del obispo Alessandro Geraldini.
El arquitecto Alonso González, inspirándose en la catedral de Sevilla, concluyó parcialmente la iglesia en el 1550.
Sucesivamente Alonso de Fuenmayor, impulsó los trabajos y el 31 de agosto del año 1541 fue consagrada.
En 1546 el papa Pablo III, la elevó al rango de catedral Metropolitana y Primada de Indias petición del rey Carlos I de España.
Otra promoción llegó en el 1930 cuando el papa Benedicto XV la elevó a “Basílica Menor de la Virgen de la Anunciación”.
En la segunda mitad del siglo XVI, en el lado sur fue construido el sector del claustro, con las celdas de los canónicos; otro ejemplo se encuentra en la Catedral de Salamanca en España.
En el 1547 se interrumpieron los trabajos de la torre campanario, porque su altura superando la torre del homenaje, había dado disturbios a los centinelas.
Fue cuartel general de las tropas de Sir Francis Drake durante su invasión de 1586, quien la saqueó. Al parecer en el 1665 hubo una segunda consagración.
Inicialmente sin capillas, en el 1740 tenía 9 y actualmente posee 14. Merecen mención especial las capillas de Alonso de Suazo, de Rodrígo, de Bastídas, de Geraldini y la de Diego Caballero, así como la cripta de los Arzobispos y la capilla Bautismal lateral.
Entre las obras, el cuadro de N. S. de la Antigua, donado por el Almirante. El órgano fue llevado a Magdeburgo en 1860.

## Descripción

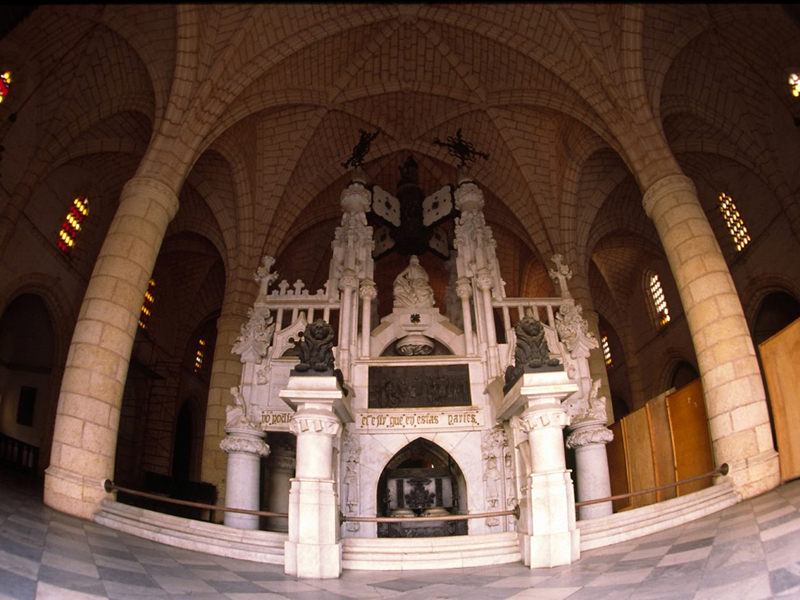
Tumba que albergó los restos de Cristóbal Colón hasta 1795.

La arquitectura del edificio de la catedral de Santo Domingo se caracteriza por estilo gótico con bóvedas nervadas, sólidas paredes y tres puertas, dos de ellas góticas en contraste con la tercera y principal de estilo gótico plateresco.
La catedral contiene un vasto tesoro artístico constituido con retablos, cuadros (entre ellos una tabla de la Virgen de la Altagracia datada en 1523), ebanistería antigua, mobiliario, monumentos y lápidas funerarias, entre otros objetos. Se destacan los mausoleos de los arzobispos del período colonial, también es de mencionarse la lápida funeraria de Simón Bolívar, uno de los antecesores del Libertador.
En la catedral se albergaron durante un tiempo los restos de Cristóbal Colón, los cuales se trasladaron en 1795 a la catedral de La Habana y finalmente, entre 1898 y 1899, a la Catedral de Sevilla.
El valioso trono arzobispal, de estilo plateresco está fechado en 1540. Formaba parte del coro bajo, desmantelado a finales del pasado siglo para colocar el monumento de mármol en que se guardaron los restos de Cristóbal Colón.
La Catedral está construida con piedra calcárea, si bien algunos muros son de mampostería y ladrillos, y cuenta con doce capillas laterales, tres naves libre y una nave principal. La cubierta de la nave central es a dos aguas. Las de las naves laterales está constituida por bóvedas de crucería que se acusan al exterior, como si se tratara de cúpulas semiesféricas. La longitud mayor de la basílica es de 54 m en la nave central hasta el fondo del presbiterio. El ancho de las tres naves es de 23 m. La altura mayor de piso a bóveda alcanza los 16 metros, y el área construida sobrepasa los 3.000 metros cuadrados. Catorce capillas laterales fueron construidas a lo largo de la historia de la catedral.
El entorno de la catedral está formulado en tres espacios independientes, al norte la Plaza de Armas, el atrio almenado es como una antesala que marca el ingreso principal al conjunto religioso. Al sur la claustra llamada Plazoleta de los Curas. Los anexos alrededor del patio permiten un pasaje llamado Callejón de Curas.

## Galería

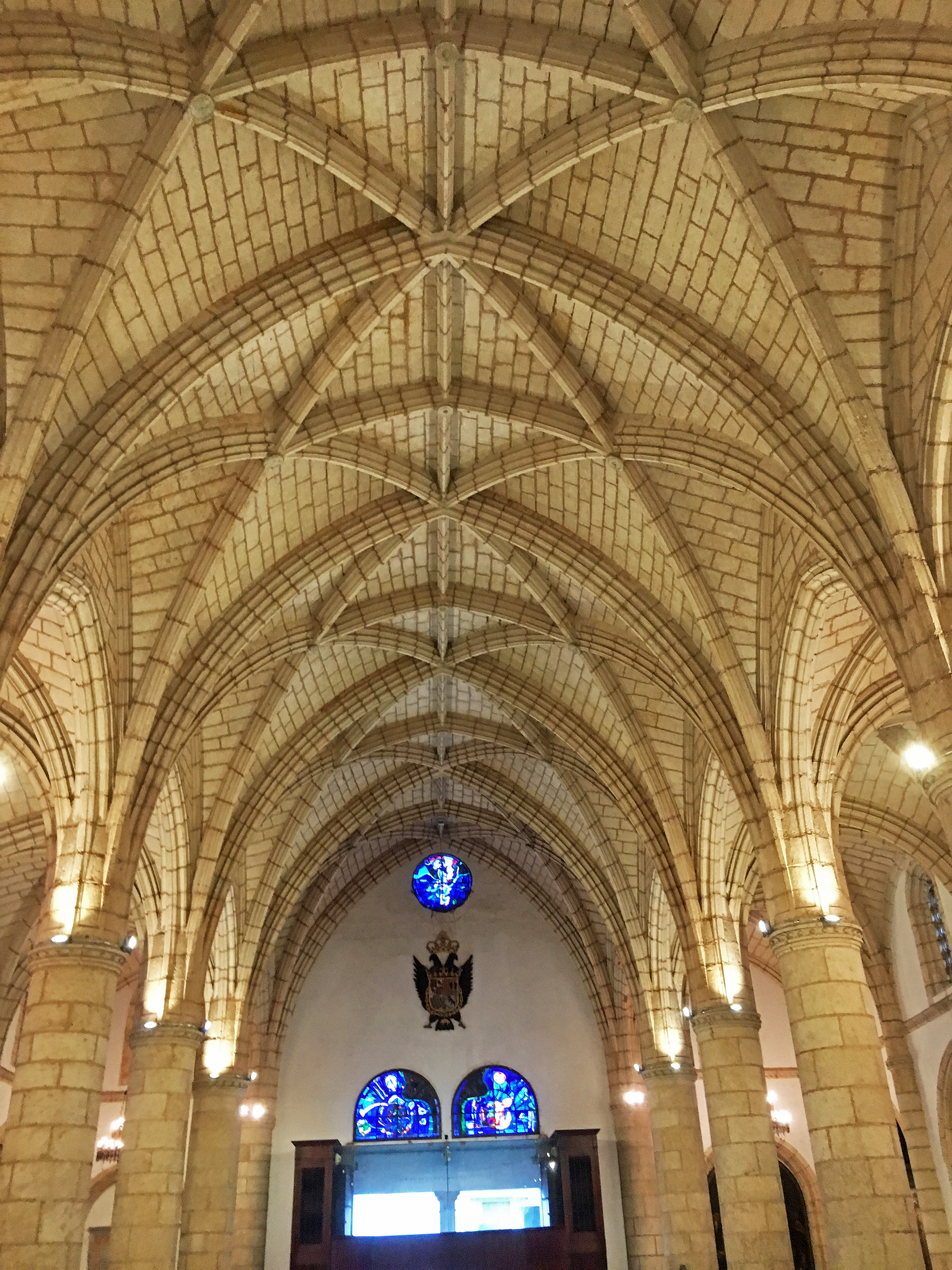
Bóvedas de crucería de la nave principal
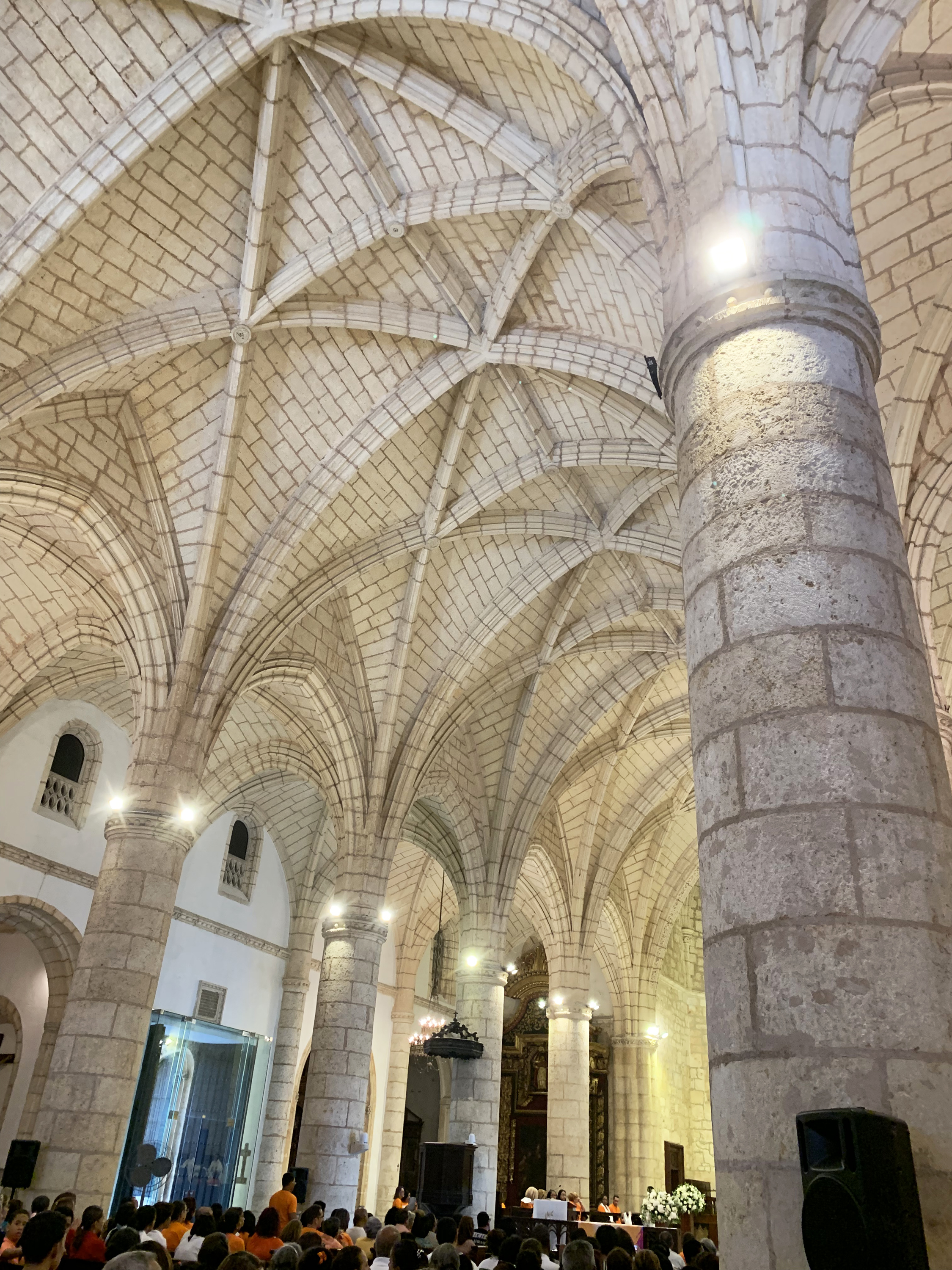
Columna
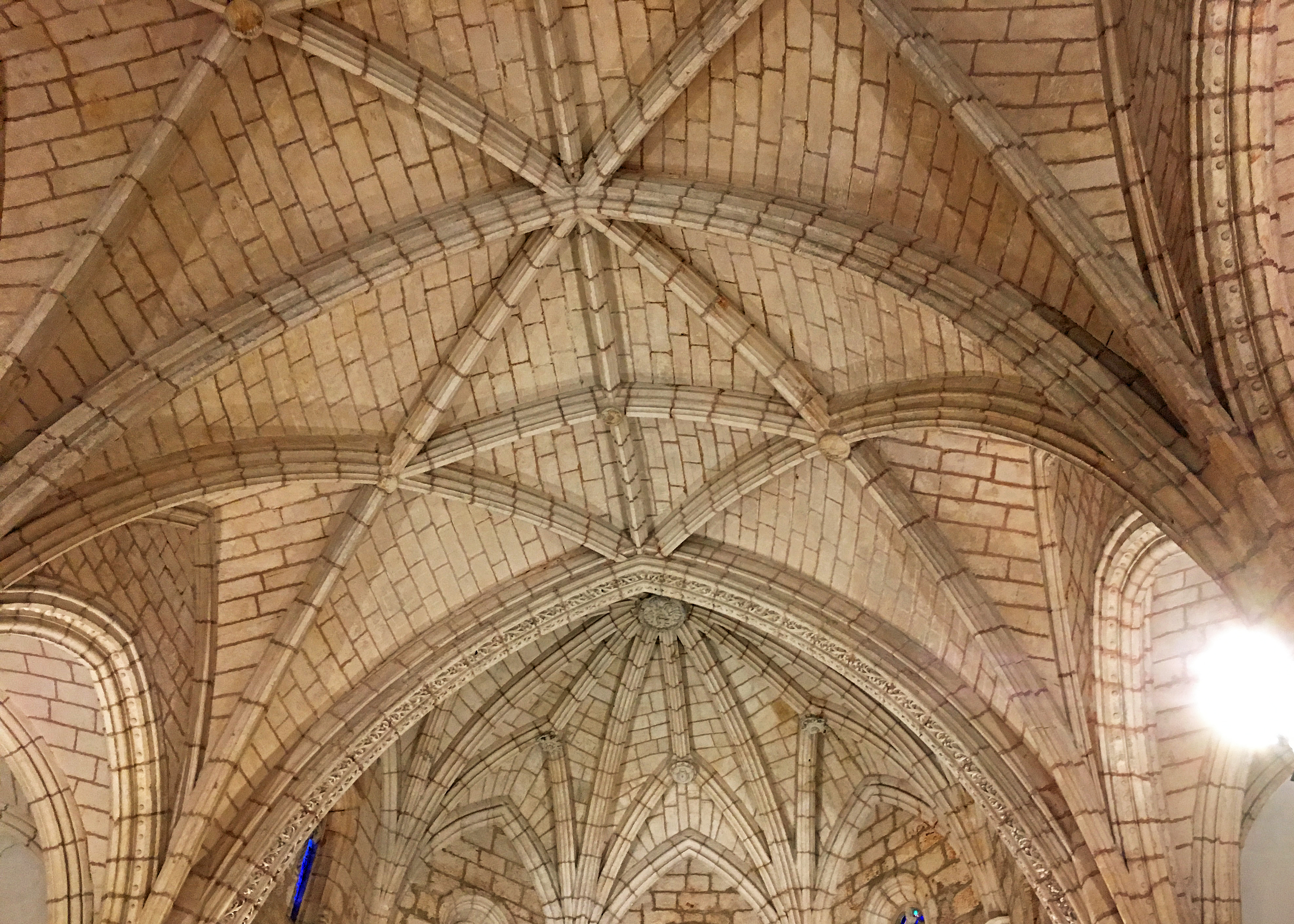
Bóveda de crucería
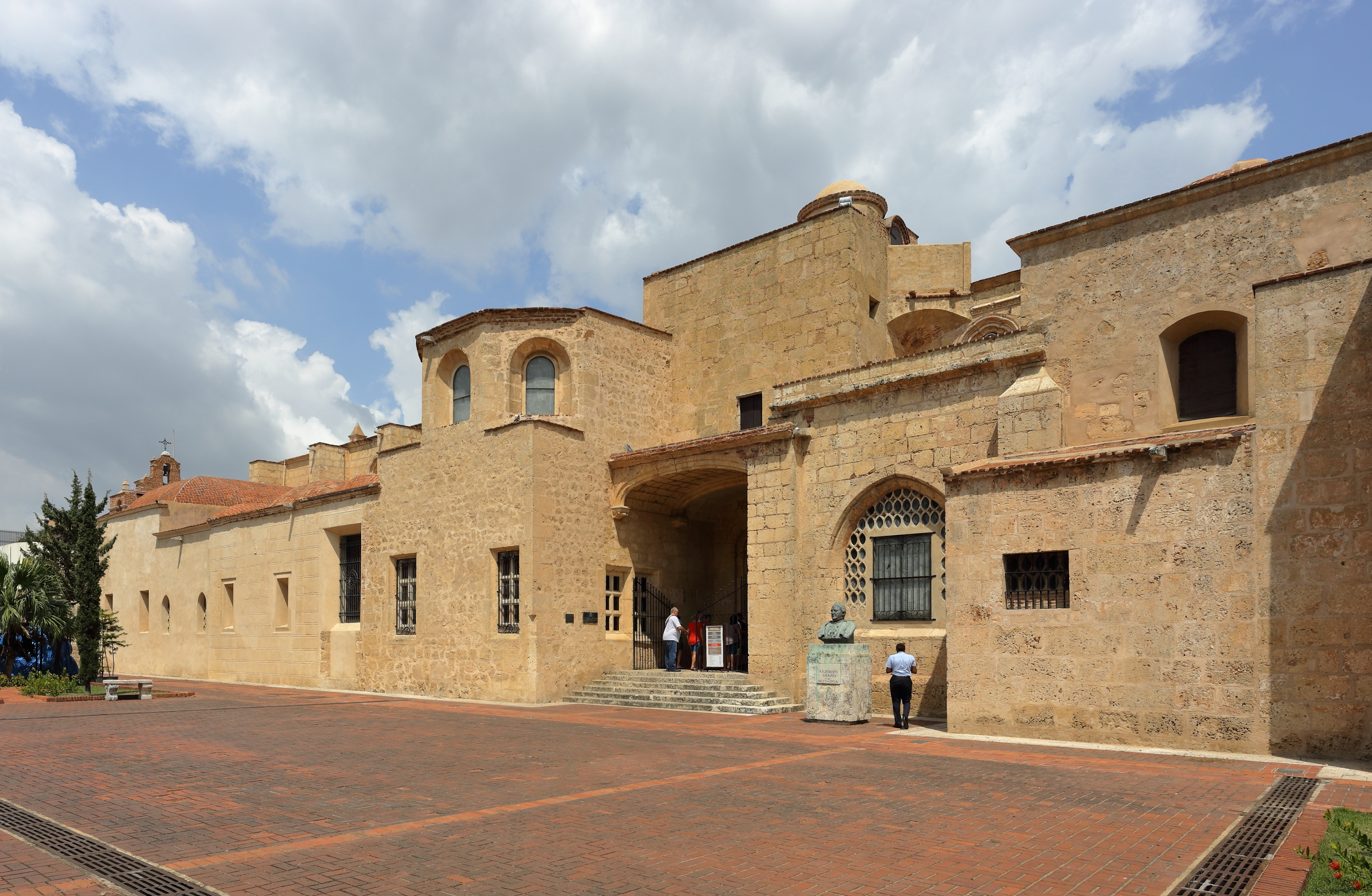
Fachada sur
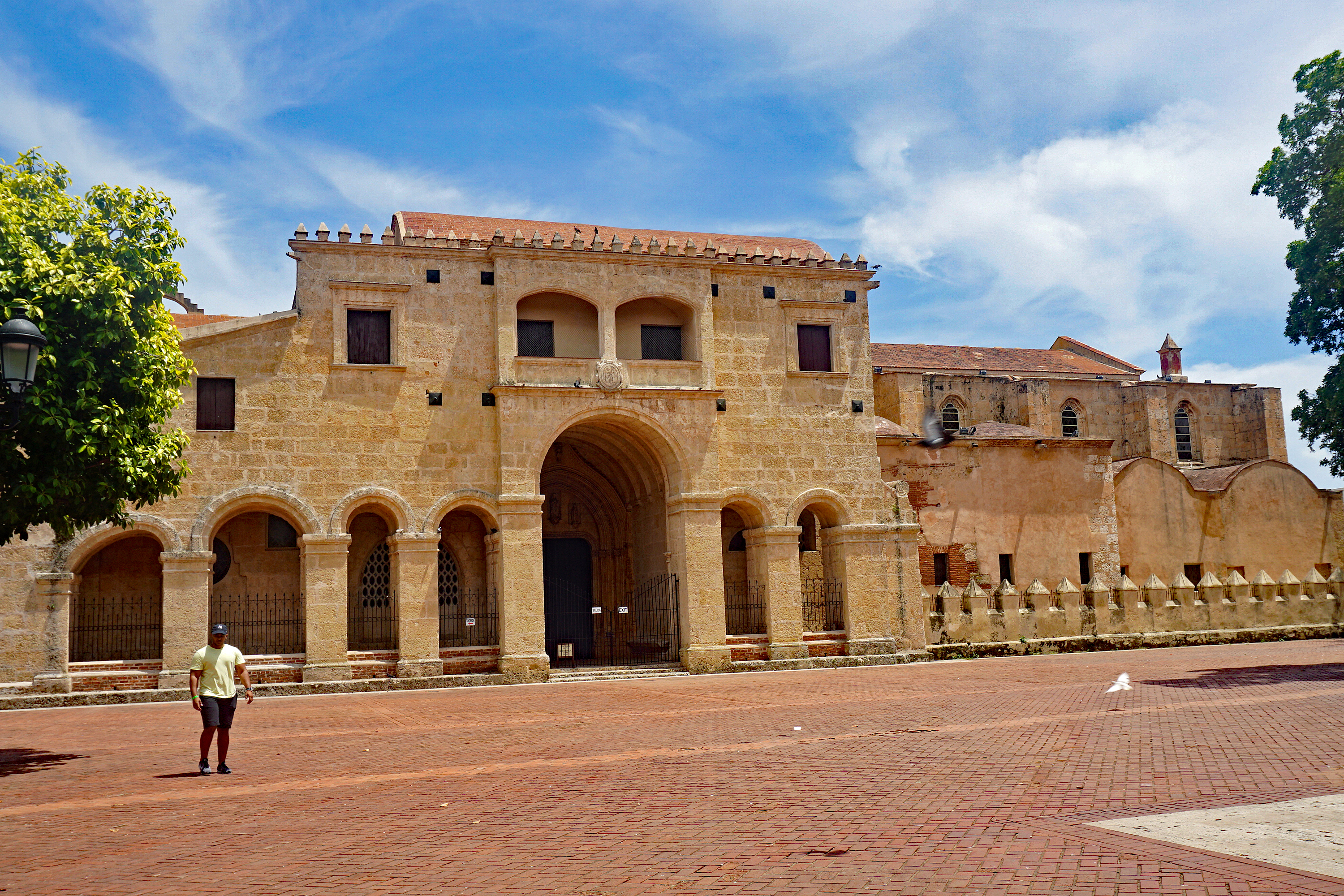
Fachada norte
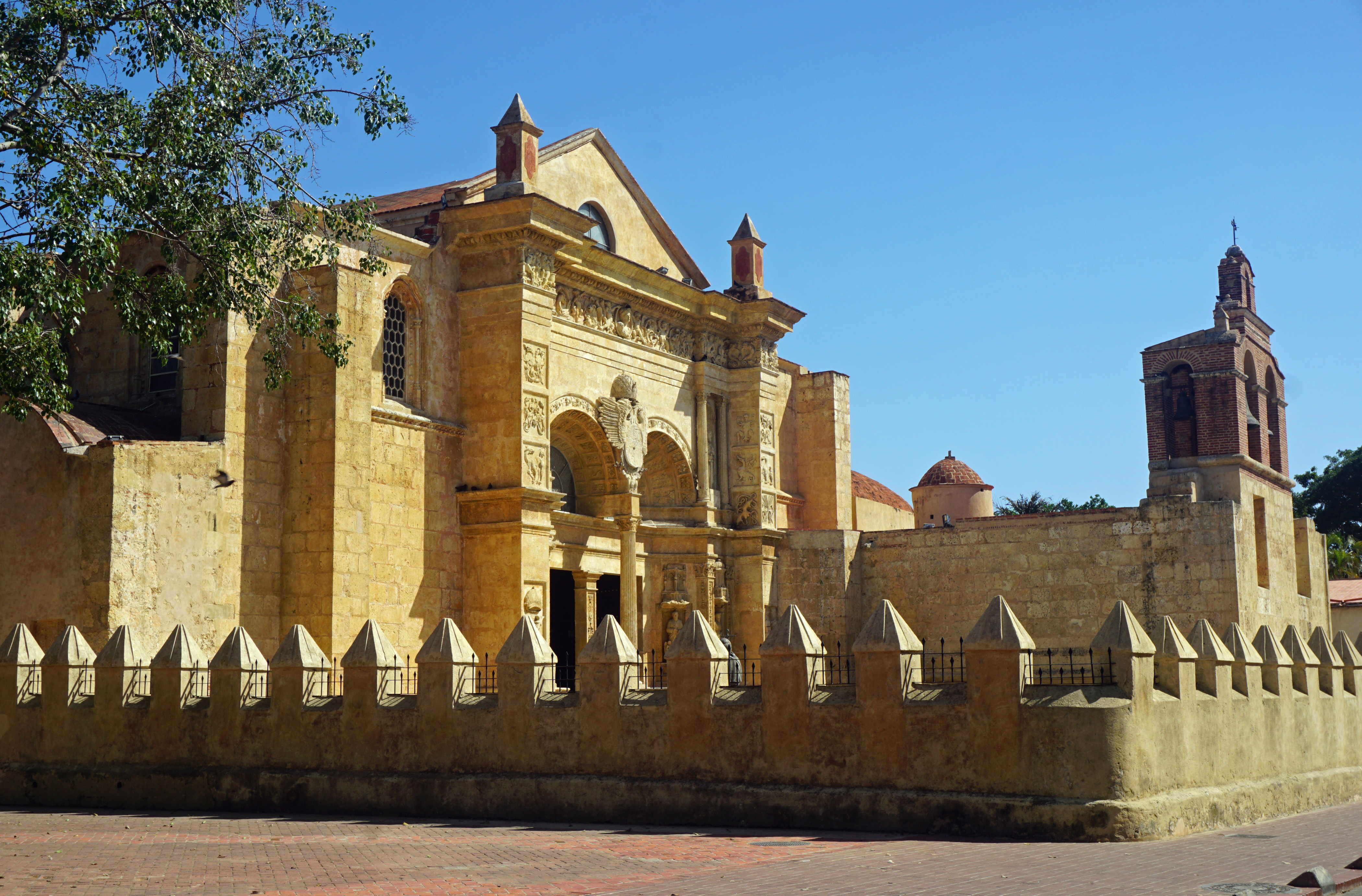
Entrada principal (fachada oeste)
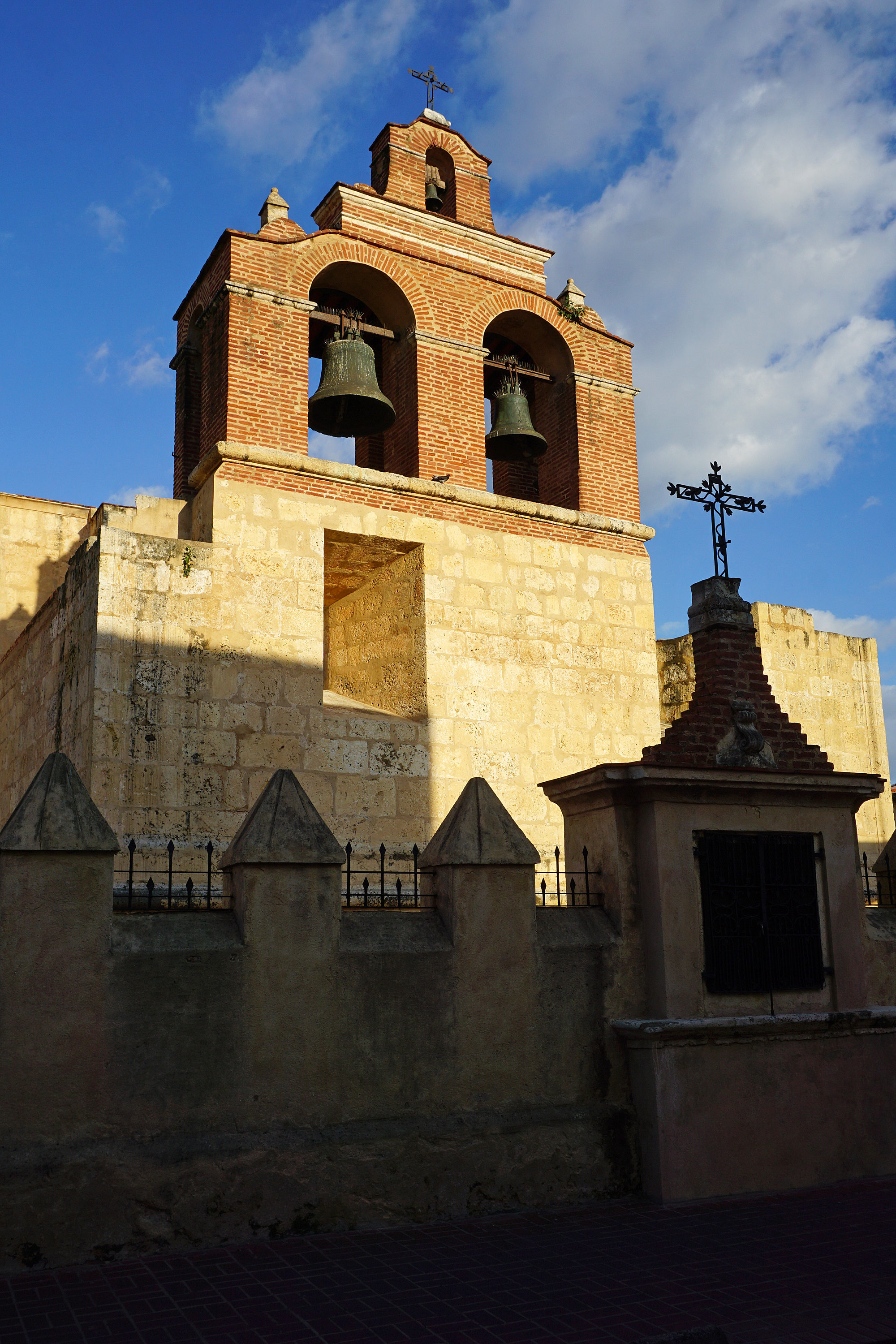
Campanario
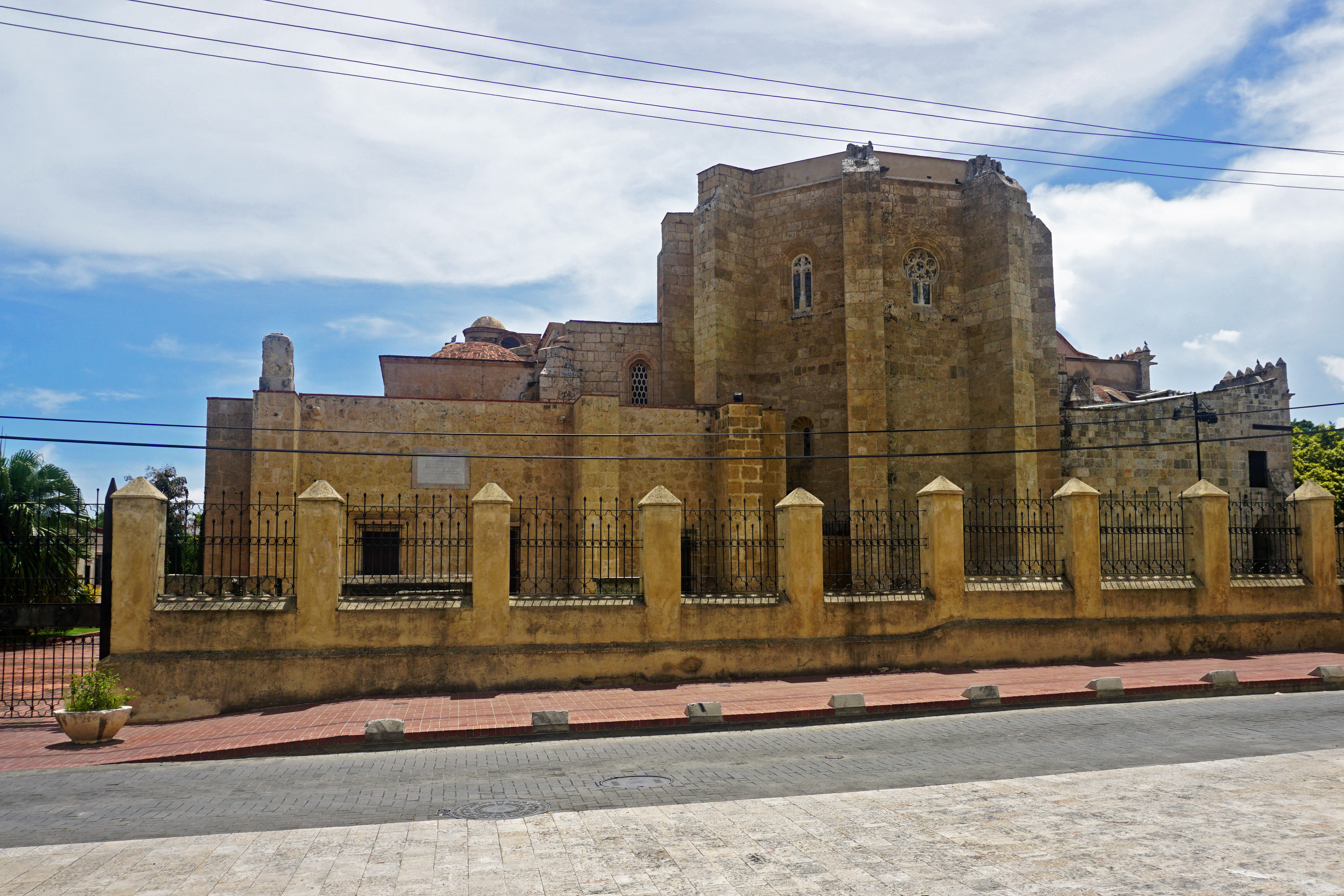
Fachada posterior (este)
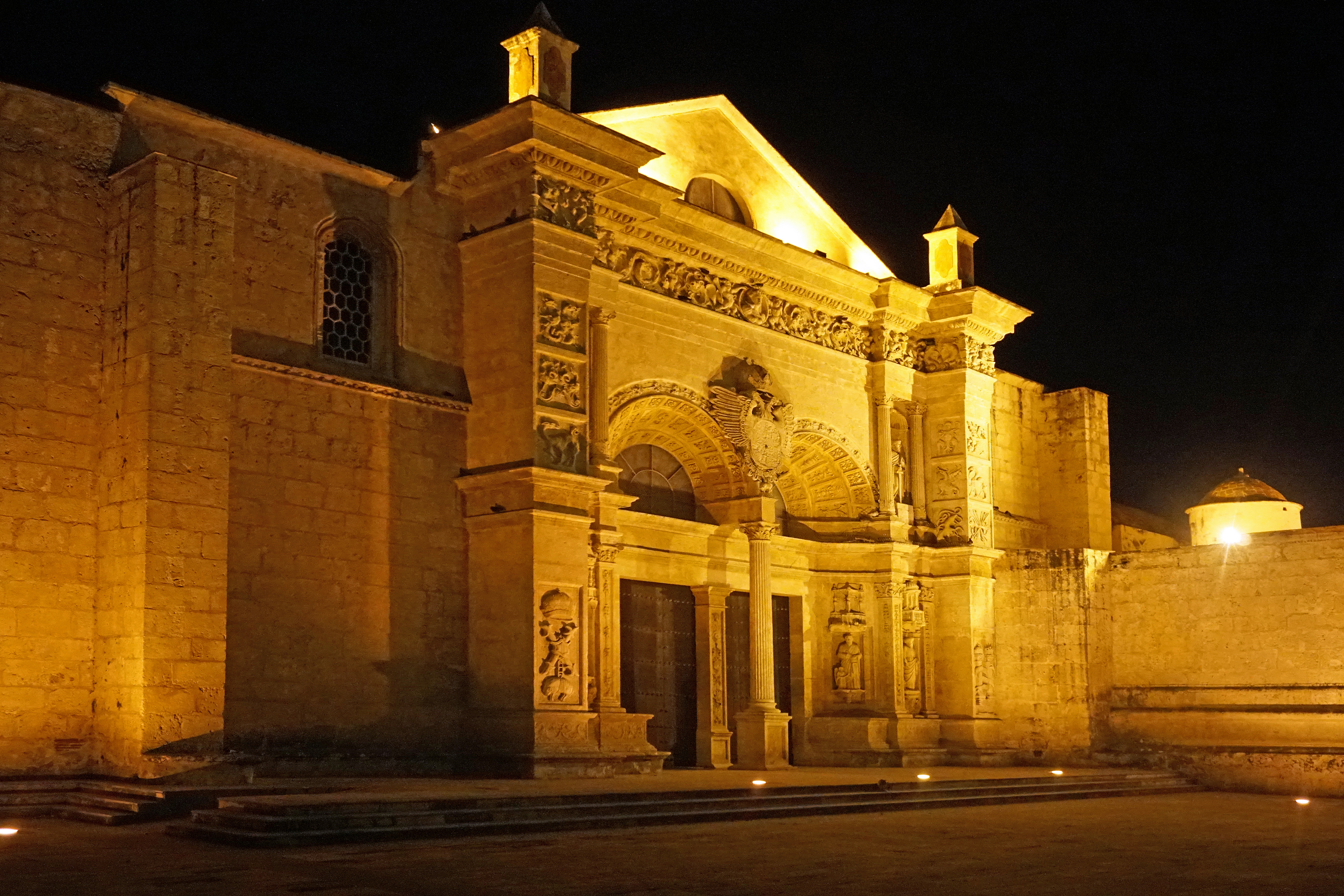
Vista nocturna de la fachada oeste
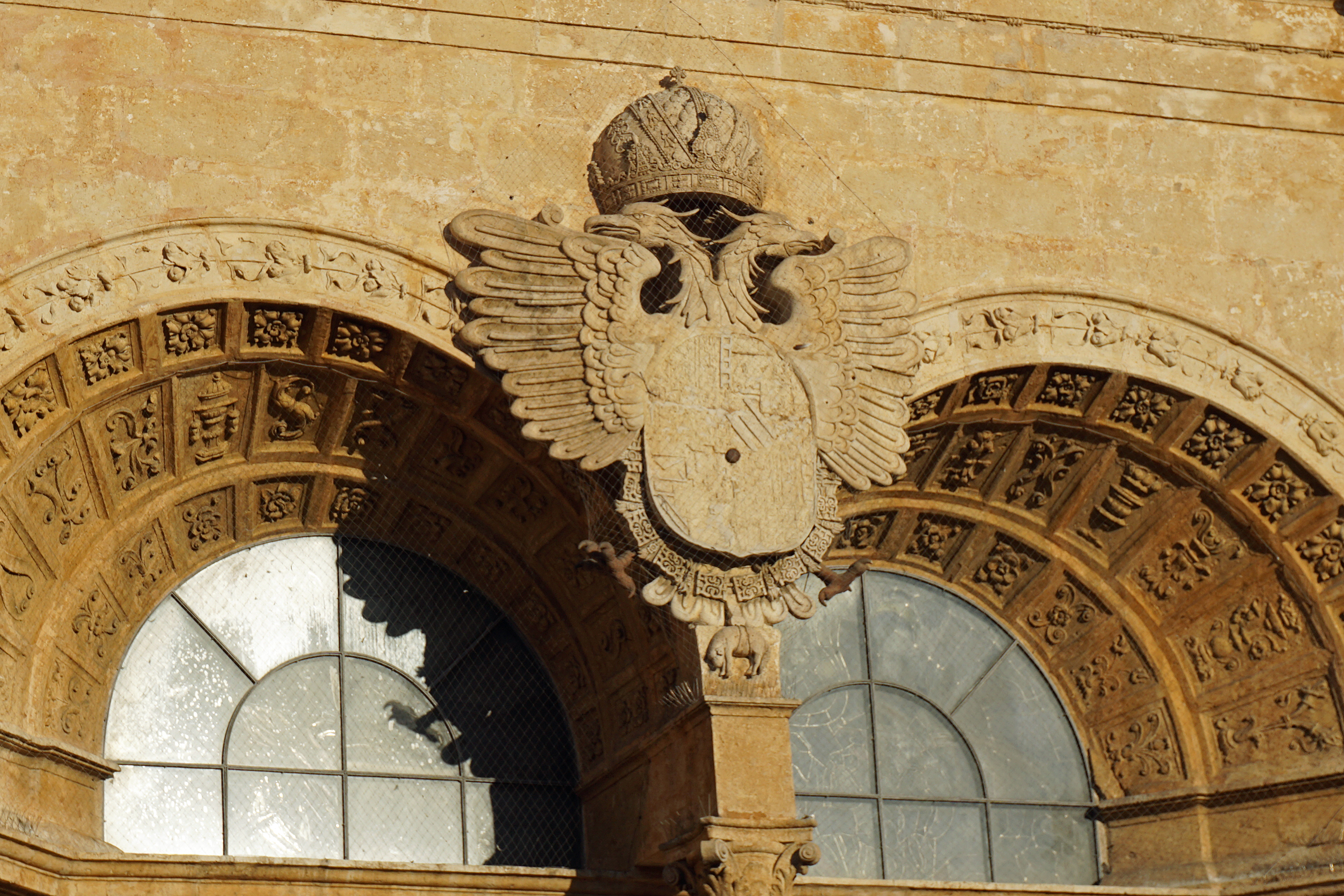
Escudo de Carlos V en la entrada principal
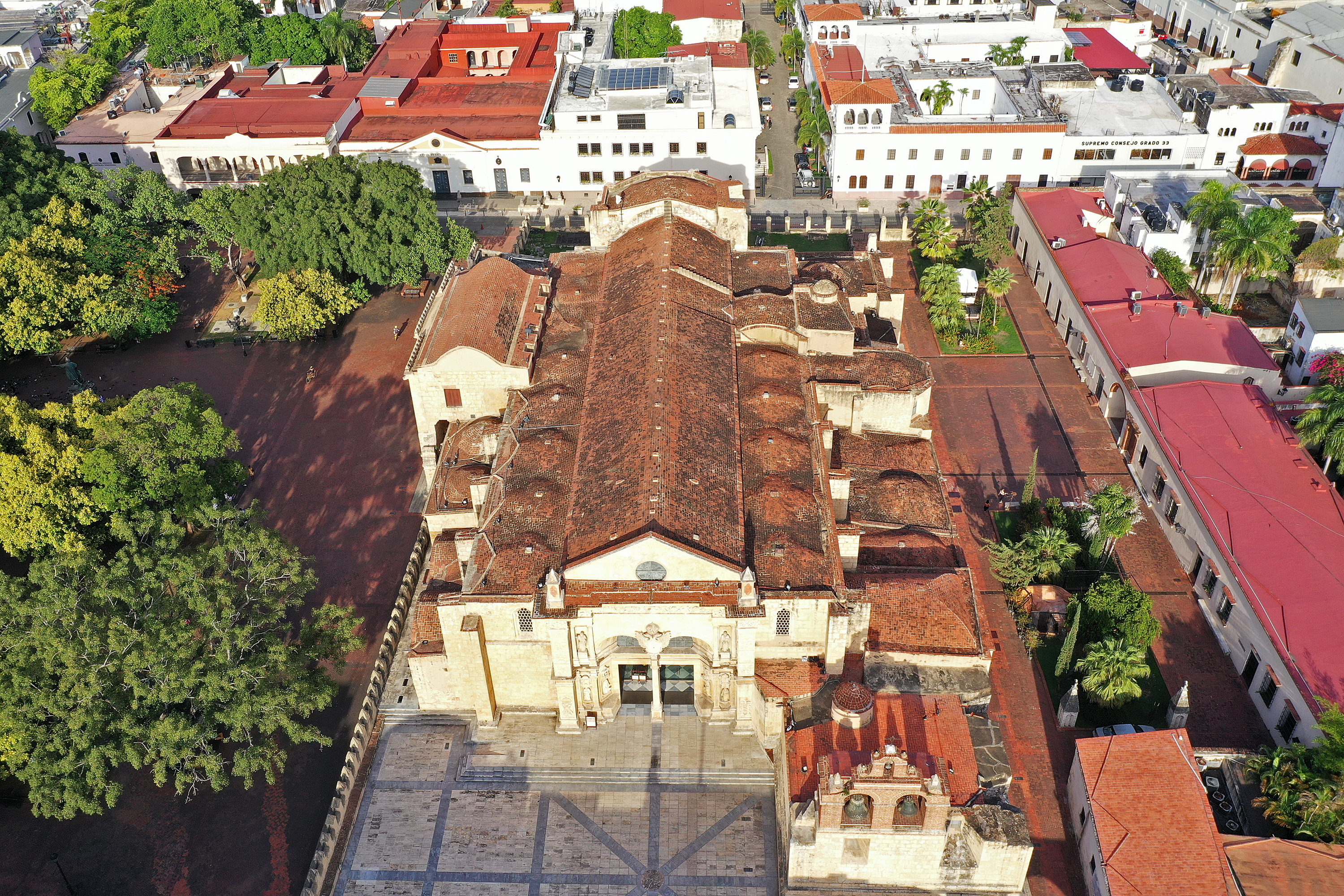
Vista aérea de la catedral